# Camorta
Camorta es la segunda isla más grande del archipiélago de Nicobar en la bahía de Bengala, parte del Territorio de la Unión de las Islas Andamán y Nicobar perteneciente a la India.
Camorta está situada en el grupo de islas del centro, y mide 25,7 kilómetros de longitud y unos 7 km de ancho máximo con un área de 188,2 km². Está separada por unos pocos cientos de metros (760 m) de la isla de Nancowry. Según el censo de la India de 2001 vivían aquí 2.859 personas.
Camorta fue devastada por las grandes inundaciones producidas por el tsunami resultante del fuerte terremoto del océano Índico de 2004.